# Dodecan
Dodecan (dodecane) (còn gọi là dihexyl, bihexyl, adakan 12 hay duodecan) là một hydrocarbon thuộc nhóm ankan có công thức C12 H26. Dodecan có tất cả 355 đồng phân.
Dodecan được sử dụng như một dung môi cũng như trong quá trình chưng cất.